# 哈珀嶺
79°9′S 156°57′E / 79.150°S 156.950°E
哈珀嶺（英語：Harper Ridge）是南極洲的山嶺，位於奧次地，屬於庫克山脈中芬格嶺的一部分，長4公里，海拔高度超過1,800米，以芝加哥大學研究中心人員命名，現時由南極條約體系管理。